# Europees kampioenschap zaalhockey 2006
Het Europees kampioenschap zaalhockey van 2006 was een internationaal hockeytoernooi dat plaatsvond van 20 januari tot en met 22 januari in de Nederlandse stad Eindhoven.

## Mannen

#### Selectie Nederlands Zaalhockeyteam
Selectie
1    Bob Veldhof 
4    Eby Kessing 
5    Marcel Balkestein 
6    Jeroen van Eijk
7    Volders Gijs
8    Titus de Greeff 
9    Kai de Jager 
10  Tjeerd Steller 
12  Teun Rohof 
13  Josef Kramer 
14  Sebastiaan Westerhout 
15  Jaap Overgaauw 
Begeleidingsteam
Coach: Bart van Lith
Assistent trainer: Peter Kloimstein
Assistent trainer: Alexander Cox
Fysiotherapeut: Berry Jansen Schuiling
Manager: Ties Willems

### Groepsfase

#### Groep A
| Land       | Wed | Win | Gel | Ver | DV | DT | +/- | Pnt |
| ---------- | --- | --- | --- | --- | -- | -- | --- | --- |
| Polen      | 3   | 2   | 1   | 0   | 19 | 11 | 8   | 7   |
| Duitsland  | 3   | 2   | 0   | 1   | 19 | 14 | 5   | 6   |
| Tsjechië   | 3   | 1   | 0   | 2   | 12 | 19 | -7  | 3   |
| Oostenrijk | 3   | 0   | 1   | 2   | 13 | 19 | -6  | 1   |

20 januari 2006
| Duitsland | 7 - 2 | Oostenrijk |
| Tsjechië  | 2 - 5 | Polen      |
| Tsjechië  | 7 - 6 | Oostenrijk |
| Duitsland | 4 - 9 | Polen      |

21 januari 2006
| Duitsland | 8 - 3 | Tsjechië   |
| Polen     | 5 - 5 | Oostenrijk |

#### Groep B
| Land        | Wed | Win | Gel | Ver | DV | DT | +/- | Pnt |
| ----------- | --- | --- | --- | --- | -- | -- | --- | --- |
| Zwitserland | 3   | 3   | 0   | 0   | 13 | 6  | 7   | 9   |
| Spanje      | 3   | 2   | 0   | 1   | 10 | 9  | 1   | 6   |
| Denemarken  | 3   | 0   | 1   | 2   | 9  | 13 | -4  | 1   |
| Nederland   | 3   | 0   | 1   | 2   | 8  | 12 | -4  | 1   |

20 januari 2006
| Spanje      | 4 - 3 | Denemarken  |
| Nederland   | 2 - 4 | Zwitserland |
| Zwitserland | 5 - 2 | Denemarken  |
| Nederland   | 2 - 4 | Spanje      |

21 januari 2006
| Spanje    | 2 - 4 | Zwitserland |
| Nederland | 4 - 4 | Denemarken  |

### Halve finale
21 januari 2006
| Duitsland | 6 - 3  | Zwitserland |
| Polen     | 11 - 3 | Spanje      |

### Finale
22 januari 2006
| Duitsland | 4 - 3 | Polen |

## Vrouwen

#### Selectie Nederlands Zaalhockeyteam
1      Lisanne de Roever  - 10 caps
13    Maureen van Hamel - 5 caps
11    Maartje Goderie - 16 caps
15    Janneke Schopman - 16 caps
17    Maartje Paumen - 5 caps
18    Naomi van As - 6 caps
21    Sophie Polkamp - 1 cap
5      Monique Blankers - 5 caps
14    Marieke Dijkstra - 25 caps
3      Eva de Goede - 5 caps
8      VeraVorstenbosch - 1 cap
12    Eva Weijmar Schultz - 5 caps

#### Begeleidingsteam
Coach: Eric Verboom
Manager: Olinda Lukse
Stand-in Manager: Carel van der Staak.
Fysiotherapeut: Sander Schouwstra

### Groepsfase

#### Groep A
| Land       | Wed | Win | Gel | Ver | DV | DT | +/- | Pnt |
| ---------- | --- | --- | --- | --- | -- | -- | --- | --- |
| Duitsland  | 3   | 3   | 0   | 0   | 21 | 4  | 17  | 9   |
| Schotland  | 3   | 1   | 0   | 2   | 11 | 10 | 1   | 3   |
| Frankrijk  | 3   | 1   | 0   | 2   | 7  | 9  | -2  | 3   |
| Oostenrijk | 3   | 1   | 0   | 2   | 4  | 20 | -16 | 3   |

20 januari 2006
| Duitsland | 6 - 2 | Schotland  |
| Frankrijk | 2 - 3 | Oostenrijk |
| Frankrijk | 3 - 0 | Schotland  |
| Duitsland | 9 - 0 | Oostenrijk |

21 januari 2006
| Duitsland  | 6 - 2 | Frankrijk |
| Oostenrijk | 1 - 9 | Schotland |

#### Groep B
| Land        | Wed | Win | Gel | Ver | DV | DT | +/- | Pnt |
| ----------- | --- | --- | --- | --- | -- | -- | --- | --- |
| Nederland   | 3   | 3   | 0   | 0   | 12 | 3  | 9   | 9   |
| Wit-Rusland | 3   | 2   | 0   | 1   | 16 | 4  | 12  | 6   |
| Oekraïne    | 3   | 1   | 0   | 2   | 8  | 18 | -10 | 3   |
| Tsjechië    | 3   | 0   | 0   | 3   | 8  | 19 | -11 | 0   |

20 januari 2006
| Nederland   | 4 - 1 | Oekraïne |
| Wit-Rusland | 6 - 2 | Tsjechië |
| Wit-Rusland | 9 - 0 | Oekraïne |
| Nederland   | 6 - 1 | Tsjechië |

21 januari 2006
| Tsjechië  | 5 - 7 | Oekraïne    |
| Nederland | 2 - 1 | Wit-Rusland |

### Halve finale
21 januari 2006
| Nederland | 5 - 0  | Schotland   |
| Duitsland | 10 - 1 | Wit-Rusland |

### Finale
22 januari 2006
| Nederland | 2 - 4 | Duitsland |